# Joseph-Louis Gay-Lussac
Joseph-Louis Gay-Lussac (født 6. december 1778, død 9. maj 1850) var en fransk kemiker og fysiker. Han er mest kendt for sin opdagelse af, at vand består af to dele brint og en del ilt (med Alexander von Humboldt), for to love der vedrører gasser og for sit arbejde med alkohol-vand-blandinger, hvilket førte til alkoholprocenten, der anvendes til at måle alkoholholdige drikkevarer i mange lande.